# Жан Арп
Жан Арп (на френски: Jean Arp) или Ханс Арп (на немски: Hans Arp) е германско-френски художник, скулптор и поет, работил дълго време и в Швейцария.

## Биография
Роден е на 16 септември 1886 година в Страсбург, по това време част от Германия, в семейството на немец и французойка. Учи изобразително изкуство във Ваймар и в Академия „Жулиан“ в Париж, през Първата световна война живее в Швейцария, където е сред основоположниците на дадаизма, а след войната участва в групата на сюрреалистите.
Жан Арп умира на 7 юни 1966 година в Базел.

## Признание
През 1954 г. получава Голямата награда за скулптура на Венецианското биенале, а през 1959 г. – Ордена на почетния легион. През 1961 г. е избран за кавалер на френския Орден за изкуства и литература (на френски: Officier de l'Ordre des Arts et des Lettres). През 1963 г. му е присъдена Голямата национална художествена награда на Франция (на френски: Grand Prix National des Arts), през 1964 г. – Голямата художествена награда на Северен Рейн-Вестфалия (на немски: Großer Kunstpreis des Landes Nordrhein-Westfalen) и Наградата Карнеги (на английски: Carnegie-Preis), а през 1965 г. – Златния медал на Министерството на културата на Италия, Ханзейската награда Гьоте, присъждана от Хамбургския университет.

## Галерия
- „Стенопис“, 1916
- „На прага на Йерусалим“, 1922
- „Констелация според законите на късмета“, ок. 1930
- „Палавият плод“, 1943
- „Облаците на овчаря“, 1953
- „Окапал лист“, 1959
- „Преместените бижута за танци“, 1960/70
- „Ориформ“, 1977

## За него
- Last R.W. Hans Arp: the poet of Dadaism. London: Wolff, 1969.
- Poley St. Hans Arp: die Formensprache im plastischen Werk. Stuttgart: G. Hatje, 1978.
- Fauchereau S. Arp. New York: Rizzoli, 1988.
- Rossi P.L. Hans Arp. Paris: Virgile, 2006.